# Maria José Bertolotti
Maria José Bertolotti, detta Zézé (San Paolo, 30 aprile 1966), è un'ex cestista brasiliana.

## Carriera
Con il Brasile ha disputato i Campionati mondiali del 1986 e i Giochi olimpici di Barcellona 1992.